# داميان باور
داميان باور (بالإنجليزية: Damien Bower)‏ هو لاعب دوري الرغبي أسترالي، ولد في 17 يونيو 1980.